# Panaxia rubroteberdina
Panaxia rubroteberdina là một loài bướm đêm thuộc phân họ Arctiinae, họ Erebidae.